# Pantana
Pantana é um gênero de traça pertencente à família Arctiidae.